# Campeonato Chileno de Futebol de 2019 – Terceira Divisão
A Segunda División do Campeonato Chileno de Futebol de 2019, também conhecida como Segunda División Profesional de Chile e oficialmente como Campeonato de Segunda División, foi a 9.ª edição do torneio equivalente à terceira divisão profissional do futebol chileno. A competição foi organizada pela Associação Nacional de Futebol Profissional (ANFP), entidade associada à Federação de Futebol do Chile (FFCh), e corresponde a uma das três divisões profissionais de futebol no Chile.
A temporada teve início em 6 de abril. Por conta das manifestações ocorridas no país em 2019, o campeonato acabou sendo finalizado oficial e prematuramente em 29 de novembro de 2019. O San Marcos de Arica, líder da Liguilla do Acesso na época da suspensão dos jogos no país, foi corado o grande campeão da temporada e conseguiu o tão sonhado acesso ao Campeonato As.com Primera B de 2020.

## Regulamento

### Sistema de disputa
A Segunda División foi disputada por 11 times e dividida em duas fases: uma fase regular em grupo único e uma fase final de dois grupos, ambas no sistema de pontos corridos. A Fase Regular, desenrolou-se em jogos de ida e volta (turno e returno), num total de 20 jogos para cada time. Na Fase Final, os clubes foram agrupados em dois grupos com base na sua posição ao final da fase regular: os seis primeiros colocados avançaram para um minitorneio denominado Liguilla do Acesso (Liguilla de Ascenso), em busca da única vaga para a Primera B de 2020, cujo maior pontuador, além do acesso, também foi proclamado campeão da Segunda División; por outro lado, os cinco últimos colocados disputaram um outro minitorneio chamado Liguilla do Rebaixamento (Liguilla de Descenso), do qual o clube com a pior pontuação na disputa seria originalmente rebaixado para o futebol amador, mais especificamente, para a Tercera División A de 2020.

### Critérios de desempate
Em caso de empate por pontos entre dois ou mais clubes, os critérios de desempate serão aplicados na seguinte ordem:
1. Partida de desempate em campo neutro (aplicável apenas para definir o campeão do torneio ou o rebaixado);
2. Saldo de gols;
3. Vitórias;
4. Gols marcados;
5. Gols marcados como visitante;
6. Cartões vermelhos;
7. Cartões amarelos;
8. Sorteio.[1]

## Participantes

### Informações dos clubes
| Equipe              | Cidade                     | Região             | Estádio (mando)              | Capac. | Títulos (último)      |
| ------------------- | -------------------------- | ------------------ | ---------------------------- | ------ | --------------------- |
| Colchagua           | San Fernando               | O'Higgins          | Jorge Silva Valenzuela       | 06 000 | 0 (não possui)        |
| Deportes Colina     | Colina (Chile)             | Santiago           | Manuel Rojas del Río         | 04 000 | 0 (não possui)        |
| Deportes Recoleta   | Recoleta                   | Santiago           | Leonel Sánchez Lineros       | 00431  | 0 (não possui)        |
| Deportes Vallenar   | Vallenar                   | Atacama            | Nelson Rojas                 | 04 975 | 1 (último em 2017–T)  |
| Fernández Vial      | Concepción                 | Bío-Bío            | Ester Roa Rebolledo          | 33 000 | 0 (não possui)        |
| General Velásquez   | San Vicente de Tagua Tagua | O'Higgins          | Augusto Rodríguez            | 03 000 | 0 (não possui)        |
| Iberia              | Los Ángeles                | Bío-Bío            | Municipal de Los Ángeles     | 04 150 | 3 (último em 2013–14) |
| Independiente       | Cauquenes                  | Maule              | Miguel Alarcón Osores        | 01 500 | 0 (não possui)        |
| Lautaro             | Buin                       | Santiago           | Lautaro                      | 01 500 | 0 (não possui)        |
| San Antonio Unido   | San Antonio                | Valparaíso         | Olegario Henríquez Escalante | 05 000 | 0 (não possui)        |
| San Marcos de Arica | Arica                      | Arica e Parinacota | Carlos Dittborn              | 14 373 | 0 (não possui)        |

1. ↑  O Lautaro de Buin manda suas partidas no Estádio Municipal de La Pintana, devido à remodelação do Estádio Lautaro.
2. ↑  San Antonio Unido manda suas partidas no renovado Estádio Fernando Ross Marchessi de Cartagena, devido à remodelação do Estádio Olegario Henríquez Escalante.

## Fase Regular

### Classificação
| Pos. | Equipes                    | P  | J  | V  | E | D  | GP | GC | SG  | Classificação                            |
| ---- | -------------------------- | -- | -- | -- | - | -- | -- | -- | --- | ---------------------------------------- |
| 1    | San Marcos de Arica        | 41 | 20 | 12 | 5 | 3  | 29 | 13 | 16  | Classificados à Liguilla do Acesso       |
| 2    | Colchagua                  | 31 | 20 | 9  | 4 | 7  | 43 | 30 | 13  | Classificados à Liguilla do Acesso       |
| 3    | Deportes Recoleta          | 28 | 20 | 8  | 4 | 8  | 33 | 25 | 8   | Classificados à Liguilla do Acesso       |
| 4    | General Velásquez          | 26 | 20 | 6  | 8 | 6  | 30 | 27 | 3   | Classificados à Liguilla do Acesso       |
| 5    | Deportes Vallenar          | 24 | 20 | 10 | 3 | 7  | 29 | 25 | 4   | Classificados à Liguilla do Acesso       |
| 6    | Deportes Iberia            | 24 | 20 | 5  | 9 | 6  | 24 | 25 | –1  | Classificados à Liguilla do Acesso       |
| 7    | San Antonio Unido          | 23 | 20 | 7  | 5 | 8  | 24 | 26 | –2  | Classificados à Liguilla do Rebaixamento |
| 8    | Deportes Colina            | 23 | 20 | 7  | 2 | 11 | 28 | 36 | –8  | Classificados à Liguilla do Rebaixamento |
| 9    | Fernández Vial             | 22 | 20 | 7  | 4 | 9  | 24 | 27 | –3  | Classificados à Liguilla do Rebaixamento |
| 10   | Independiente de Cauquenes | 22 | 20 | 7  | 4 | 9  | 24 | 38 | –14 | Classificados à Liguilla do Rebaixamento |
| 11   | Lautaro de Buin            | 19 | 20 | 6  | 4 | 10 | 26 | 42 | –16 | Classificados à Liguilla do Rebaixamento |

Fonte: Soccerway
1. ↑  O Deportes Vallenar foi punido com a perda de nove pontos pelo Tribunal Disciplinar.
2. ↑  O San Antonio Unido foi punido com a perda de três pontos pelo Tribunal Disciplinar.
3. ↑  O Fernández Vial foi punido com a perda de três pontos pelo Tribunal Disciplinar.
4. ↑  O Independiente de Cauquenes foi punido com a perda de três pontos pelo Tribunal Disciplinar.
5. ↑  O Lautaro de Buin foi punido com a perda de três pontos pelo Tribunal Disciplinar.

## Fase Final

### Liguillado Acesso
- Foi disputada no sistema de todos contra todos pelos seis clubes mais bem posicionados ao final da fase regular, em jogos de ida e volta, num total de 10 rodadas. Antes do início desta etapa, os clubes receberam pontos extras de acordo com a sua posição na tabela final da fase regular: 6 pontos para o 1º, 5 pontos para o 2º, 4 pontos para o 3º, 3 pontos para o 4º, 2 pontos para o 5º e 1 ponto para o 6º.[1]
- O clube que obteve o maior número de pontos ao final desta Liguilla foi coroado campeão da Segunda División de 2019, e foi promovido à segunda divisão de 2020.[1]
- Por conta dos protestos ocorridos em todo o país em 2019, esta etapa do campeonato acabou sendo finalizada com 4 rodadas de antecipação e o San Marcos de Arica, líder na ocasião da suspensão, foi coroado campeão.[2]

| Pos. | Equipes                 | P  | J | V | E | D | GP | GC | SG | PE | Zona de Classificação         |
| ---- | ----------------------- | -- | - | - | - | - | -- | -- | -- | -- | ----------------------------- |
| 1    | San Marcos de Arica (C) | 17 | 6 | 3 | 2 | 1 | 8  | 4  | 4  | 6  | Promovido à Primera B de 2020 |
| 2    | Colchagua               | 16 | 6 | 3 | 2 | 1 | 9  | 5  | 4  | 5  |                               |
| 3    | Deportes Recoleta       | 10 | 6 | 2 | 0 | 4 | 11 | 12 | –1 | 4  |                               |
| 4    | Deportes Vallenar       | 10 | 6 | 2 | 2 | 2 | 6  | 7  | –1 | 2  |                               |
| 5    | General Velásquez       | 9  | 6 | 1 | 3 | 2 | 5  | 7  | –2 | 3  |                               |
| 6    | Iberia                  | 7  | 6 | 1 | 3 | 2 | 9  | 13 | 4  | 1  |                               |

(C) Campeão.
Fonte: Soccerway

### Liguillado Rebaixamento
- Foi disputada no sistema de todos contra todos pelos cinco clubes posicionados nas últimas colocações ao final da fase regular, em jogos de ida e volta, num total de 10 rodadas. Antes do início desta etapa, os clubes receberam pontos extras de acordo com a sua posição na tabela final da fase regular: 5 pontos para o 7º, 4 pontos para o 8º, 3 pontos para o 9º, 2 pontos para o 10º e 1 ponto para o 11º.[1]
- Originalmente, o clube que obtivesse a pior pontuação ao final desta Liguilla seria rebaixado para a quarta divisão de 2020.[1] No entanto, por conta dos protestos ocorridos em todo o país em 2019, esta etapa do campeonato acabou sendo finalizada com 4 rodadas de antecipação e nenhum clube foi rebaixado.[2]

| Pos. | Equipes           | P  | J | V | E | D | GP | GC | SG | PE |
| ---- | ----------------- | -- | - | - | - | - | -- | -- | -- | -- |
| 7    | Deportes Colina   | 12 | 4 | 2 | 2 | 0 | 7  | 5  | 2  | 4  |
| 8    | Fernández Vial    | 12 | 5 | 2 | 3 | 0 | 6  | 4  | 2  | 3  |
| 9    | San Antonio Unido | 11 | 5 | 2 | 0 | 3 | 6  | 7  | –1 | 5  |
| 10   | Independiente     | 7  | 5 | 1 | 2 | 2 | 6  | 7  | –1 | 2  |
| 11   | Lautaro de Buin   | 4  | 5 | 0 | 3 | 2 | 4  | 6  | –2 | 1  |

Fonte: Soccerway

## Premiação
| Campeonato Chileno de Futebol de 2019 Segunda División |
| ------------------------------------------------------ |
| San Marcos de Arica Campeão (1º título)                |

## Estatísticas da temporada

### Artilharia
| Gols | Jogador           | Time                |
| ---- | ----------------- | ------------------- |
| 12   | Roberto Riveros   | Colchagua           |
| 12   | Nahuel Donadell   | General Velásquez   |
| 11   | Francisco Pizarro | Colchagua           |
| 11   | Camilo Melivilú   | San Marcos de Arica |
| 10   | Gerson Martínez   | Deportes Colina     |
| 9    | José Torres       | Independiente       |
| 9    | Hugo Herrera      | Lautaro de Buin     |
| 9    | Zederick Vega     | San Antonio Unido   |

Fonte: Soccerway